# Eden (Vermont)
Eden è un comune degli Stati Uniti d'America, situato nello Stato del Vermont e in particolare nella contea di Lamoille.